# Autisme en lhbt-identiteiten
Autisme en lhbt-identiteit beschrijft de wetenschappelijk waargenomen correlatie tussen mensen met autisme en een lhbt-identiteit. 
Onderzoek wijst uit dat autistische mensen vaker lhbt-identiteiten en -gevoelens hebben dan de gemiddelde bevolking. Bij personen met de diagnose genderdysforie bestaat er opvallend vaak een comorbiditeit met een autismespectrumstoornis (ASS): tussen de 3,8% en 14,5% van personen met genderdysforie heeft tevens de diagnose ASS. Bij personen zonder genderdysforie ligt het percentage mensen met ASS tussen de 1 à 2%. Hoewel er nog geen doorslaggevende oorzaak voor deze waargenomen overlap is gevonden, zijn er wel verscheidene mogelijke verklaringen geopperd.

## Autisme en seksuele oriëntatie

### Autistische populatie
Autistische mensen identificeren zichzelf veel vaker als niet-heteroseksueel dan mensen zonder autisme. Hoewel er een brede consensus is dat autistische mensen veel vaker dan de algehele populatie niet-heteroseksueel zijn en/of behoren tot genderminderheden, is er grote variatie in de geschatte aantallen of percentages. Onderzoek naar seksuele oriëntatie en autisme suggereert dat autistische mensen vaker homoseksuele en biseksuele gevoelens hebben. Ook zijn autisten vaker dan gemiddeld aseksueel. Onderzoek onder Amerikaanse aseksuele personen wees uit dat ongeveer 7% tot 8% van de respondenten een autisme-diagnose had, wat ongeveer vier keer zo hoog was als het gemiddelde onder de gehele Amerikaanse bevolking. Een onderzoek uit 2015 suggereert dat autistische mensen daarnaast wellicht toleranter zijn jegens homoseksualiteit.

### Autistische mensen per gender
Sommige onderzoeken wijzen uit dat autistische vrouwen vaker een niet-heteroseksuele seksuele oriëntatie hebben dan autistische mannen. Dit is bevestigd door een online enquête uitgevoerd door de Universiteit van Cambridge en gepubliceerd in Autism Research. De enquête-uitslag liet zien dat autistische vrouwen een breder spectrum aan seksuele identificatie tentoonspreiden dan zowel niet-autistische vrouwen als autistische mannen. Jongere respondenten gaven vaker aan dat zij homoseksueel waren dan oudere respondenten. Volgens een onderzoek uit 2021 was uit bepaalde studies gebleken dat autistische vrouwen zichzelf drie tot vier keer vaker identificeren als biseksueel dan niet-autistische vrouwen.

### Laag libido
Claims dat autistische mensen een laag libido zouden hebben worden sinds de jaren 2000–2009 als een inaccuraat en schadelijk stereotype gezien. Deze claims waren het gevolg van methodologische problemen. Uit onderzoek uit deze periode en later blijkt dat de meeste autistische mensen wel degelijk interesse tonen in romantische liefde en seksualiteit.

## Autisme en genderidentiteit

### Genderidentificering
Een onderzoek over genderidentiteit onder autistische mensen concludeerde dat autistische mensen, vooral zij die bij geboorte als meisje waren geregistreerd (Assigned Female At Birth, AFAB) zich minder vaak identificeerden als het bij hun geboorte geregistreerde gender en minder zelfvertrouwen hadden wanneer zij zich wel als dat gender identificeerden dan een niet-autistische controlegroep.

### Genderdysforie bij kinderen en jongeren
Genderdysforie is een diagnose die transgender mensen krijgen wanneer zij voelen dat hun lichaam niet klopt bij hun genderidentiteit. Sommige onderzoeken laten zien dat autistische kinderen wellicht vaker last hebben van genderdysforie dan niet-autistische kinderen. Er zijn veel verschillende hypotheses opgeworpen om deze link te verklaren, maar geen enkele hypothese kan goed onderbouwd worden.
In wetenschappelijke literatuur werden reeds vele casussen gepubliceerd over autistische kinderen met genderdysforie, zowel over jongens als meisjes. In 2010 werd het eerste onderzoek naar comorbiditeit van genderdysforie en autisme gepubliceerd: een Nederlands onderzoek naar 129 kinderen bij wie genderidentiteitsstoornis volgens de DSM-4 was vastgesteld.
In maart 2014 evalueerden onderzoekers van het Amerikaanse Children's National Medical Center, de Universiteit van Arcadia (Glenside, Pennsylvania) en het Amerikaanse National Institute of Mental Health genderdiversiteit onder autistische kinderen. Zij trokken de conclusie dat autistische kinderen 7,59 keer vaker genderdivers waren dan niet-autistische kinderen. Een van de auteurs, psycholoog John Strang, opperde dat kinderen wellicht vaker gendernonconform zijn omdat zij zich "minder zorgen maken over wat anderen denken" dan oudere personen, en minder druk ondervonden van "de sociale verwachtingen en sociale vooroordelen" jegens transgender mensen.
Onderzoekers van de Universiteit van New York concludeerden in februari 2016 gebaseerd op een steekproef van 492 kinderen dat autistische kinderen zeven keer vaker gendervariatie ervoeren dan niet-autistische kinderen.

### Overlappende demografie
Sommige onderzoeken laten een overlap zien tussen autistische mensen en transgender mensen. Britse onderzoekers concludeerden in 2011 dat transmannen vaker autistische eigenschappen hebben dan transvrouwen. Echter, een Brits onderzoek uit 2013 concludeerde dat er "geen significant verschil" was tussen transmannen en transvrouwen voor wat betreft waargenomen autistische eigenschappen. Steven Stagg en Jaime Vincent van de Anglia Ruskin University concludeerden in september 2019 dat een significant deel van hen die advies en hulp vroegen omtrent hun genderidentiteit autistisch zijn, onafhankelijk van of dat autisme al dan niet reeds was gediagnosticeerd. Zij drukken medici op het hart om bij transgender en non-binaire personen na te gaan of er wellicht sprake is van ongediagnosticeerd autisme, vooral bij personen aan wie bij geboorte het vrouwelijk geslacht is toegewezen. In januari 2020 suggereerden vier onderzoekers dat er een "overlap tussen autisme en transgender identiteit" zou zijn, mogelijk meer uitgesproken bij trans mannen dan bij trans vrouwen, en dat gevoelens van bezorgdheid en depressie het hoogst waren bij individuen die zowel autistisch als trans waren. Wetenschappers van het Autismeonderzoekscentrum van de Universiteit van Cambridge concludeerden in augustus 2020, gebaseerd op data over 600.000 volwassenen in het Verenigd Koninkrijk, dat volwassenen die transgender of genderdivergent zijn drie tot zes keer vaker een autisme-diagnose hadden dan cisgender mensen en suggereerden dat tussen de 3,5% en 6,5% van alle Britse genderdivergente mensen autistisch zouden zijn.
Andere onderzoekers merkten op dat mensen die zich als non-binair of genderqueer identificeren vaak autistische eigenschappen hebben. Twee onderzoekers van de Universiteit van Warwick concludeerden in januari 2016, gebaseerd op een steekproef van 446 Britse volwassen respondenten, dat mensen die genderqueer zijn vaker autistisch waren dan andere mensen met genderdysforie die zich anders identificeren.

### Overlappende eigenschappen
Sommige bronnen geven alternatieve verklaringen voor de genderdysforie- of genderidentiteitsstoornis-diagnose enerzijds en de autismespectrumstoornis-diagnose anderzijds, aangezien sommige eigenschappen die bij de ene diagnose horen ook symptomen kunnen zijn van de ander, of een symptoom van de andere bleken te zijn wanneer de ene diagnose werd gesteld.
Vanaf de jaren 1990 legden sommige artikelen een link tussen het feit dat autistische mensen en mensen met genderdysforie vaak ongebruikelijke interesses, obsessies of Obsessieve-compulsieve stoornis (OCD) hebben, wat mogelijk een alternatieve verklaring kan zijn voor de waargenomen overlap. Zo zouden bijvoorbeeld mensen met "ongebruikelijke interesse in" en "obsessie met" vrouwelijke kleding, activiteiten en objecten, die interesse of obsessie kunnen hebben vanwege "de zucht naar zintuiglijke input die onderdeel is van de ASS-diagnose". Sommige bronnen beschrijven de overlap tussen OCD, ASS en genderdysforie meer als een obsessie met gender-gerelateerde onderwerpen veroorzaakt door autisme, en niet als een echte genderdysforie-diagnose. Eén onderzoek vond ook dat mensen met genderdysforie aan wie bij geboorte het mannelijke geslacht was toegewezen vaker obsessieve en compulsieve neigingen hadden, waarvan er veel gendergerelateerd waren, wat deze hypothese zou kunnen ondersteunen. Het onderzoek vond echter geen aanwijzingen hiervan bij mensen met genderdysforie aan wie bij geboorte het vrouwelijke geslacht was toegewezen, dus er kan ook een andere onderliggende factor in het spel zijn.
Een systematische review en meta-analyse in mei 2022 liet een samenhang zien in de gehele populatie tussen autistische eigenschappen enerzijds en gevoelens van genderdysforie anderzijds. De onderzoekers vonden een hoge prevalentie van genderdysforie onder autistische kinderen, meer autisme-diagnoses en autistische eigenschappen onder mensen met genderdysforie, en concludeerden dat de data suggereren dat er een correlatie is tussen autisme en genderdysforie, maar dat er meer onderzoek nodig is om de oorzaken van die correlatie te bepalen.

### Wederzijdse screening
Een onderzoek door onderzoekers van het Boston Children's Hospital in oktober 2016 rapporteerde dat ongeveer 23% van de jongeren met genderdysforie die bij hun genderkliniek behandeld werden autistisch waren en raadde aan om "bij genderklinieken routinematig te screenen voor autisme".
Een systematische review en meta-analyse in mei 2022 suggereerde dat een link tussen autisme en genderincongruentie kan leiden tot betere bewustwording onder medici, zodat mensen met genderincongruentie voor autisme gescreend worden, en autistische mensen voor gendergerelateerde problematiek. De auteurs waarschuwden dat het tezamen voorkomen van autisme en genderdysforie kan zorgen voor een hoger risico voor de mentale gezondheid van de patiënt.

### Gendertransitie
In december 2014 concludeerden vier onderzoekers dat een ASS-diagnose "een gendertransitie niet uitsluit" en suggereerden methodes om dergelijke individuen te helpen om "hun genderidentiteit te onderzoeken". Een van de onderzoekers, Katherine Rachlin, zei dat transgender zijn soms "voor medici kan lijken op autisme". Een onderzoek door onderzoekers van de medicijnenfaculteit van de Universiteit van Yale stelde in maart 2015 dat autistische mensen voor wat betreft genderdysforie niet anders behandeld zouden moeten worden dan niet-autistische mensen. Zij raden medici aan om "het sociale kader te verbreden" en "verkenning van verschillende genderrollen" te vergemakkelijken. Een Fins onderzoek uit april 2015 raadt aan om autisme serieus mee te nemen in de ontwikkeling van richtlijnen voor de behandeling van "genderdysforie bij kinderen en jongvolwassenen".
Een enquête in 2022 onder medisch personeel van genderklinieken vond dat er vaak verschillen waren in de communicatie- en denkstijlen tussen het medisch personeel en autistische patiënten. De conclusie van het onderzoek was dat er aanpassingen gemaakt zouden moeten worden, zoals training voor medisch personeel over de omgang met autistische patiënten en aanpassingen aan de klinische omgeving.
De Standards of Care for the Health of Transgender and Gender Diverse People (SOC) versie 8 van de WPATH, gepubliceerd in augustus 2022, stelt dat er geen aanwijzingen zijn dat het onthouden van genderbevestigende medische zorg aan mensen met neurologische ontwikkelingsstoornissen enig nut heeft. WPATH SOC 8 raadt ook aan dat medisch personeel dat werkt met genderdiverse adolescenten werkt training ontvangen en expertise ontwikkelen op het gebied van ASS en andere uitingen van neurologische ontwikkelingsstoornissen.

### Mentale gezondheid
Een onderzoek uit 2021 over autistisch maskeren vond dat genderdiverse autistische volwassenen hun autistische trekken meer maskeerden dan cisgender autistische volwassenen.
Een onderzoek uit januari 2023 onder trans en non-binaire volwassenen vond dat de hoeveelheid autistische trekken en de hoeveelheid stress veroorzaakt door het deel uitmaken van een genderminderheid samen gecorreleerd waren aan verslechterde mentale gezondheid, en dat autisme gecorreleerd was aan een hogere mate van geïnternaliseerde transfobie.

## Activisme en belangenbehartiging
Verschillende groepen vragen aandacht voor mensen die zowel autistisch als lhbti zijn. Een groot deel hiervan is zelfbelangenbehartiging (activisme voor en door mensen die tot dezelfde groep behoren). Twee voorbeelden hiervan zijn de neuroqueer- en autigenderbewegingen, in Nederland is dit bijvoorbeeld de organisatie AutiRoze.

### Neuroqueer
Het begrip neuroqueer is gaandeweg ontstaan over een periode tussen 2008 en 2015, uitgedacht door Nick Walker, Athena Lynn Michaels-Dillon en Remi Yergeau. Het concept was primair een werkwoord maar werd snel ook als bijvoeglijk naamwoord gebruikt. In de Australische queer podcast QR Code vertellen Michele Vescio, Alison Bennett, Mellem Rose en William Elm uitgebreid hoe het concept neuroqueer is ontstaan. Er wordt onder andere uitgelegd dat queer communities vaak neurodivergente mensen buitensluiten, en dat neurodiverse communities vaak queer mensen buitensluiten, terwijl er tussen die twee groepen een significant grote overlap is. Er was dus noodzaak om een community te creëren voor mensen die neurodivergent én queer zijn.
Het begrip neuroqueer valt moeilijk te definiëren. Je bent neuroqueer als je neuroqueert. Nick Walker publiceerde een vrij theoretische definitie van wat het is om te neuroqueeren. Onderzoeker Justine E. Egner van de Universiteit van Wisconsin-La Crosse publiceerde in 2019 een onderzoek naar de neuroqueerbeweging en definieert het als een "samenwerkingsverband van activisten, academici en bloggers die een online community bouwen die een queer/crip antwoord is op discussies waarin gender, seksualiteit en handicap als ziektes worden behandeld", waarbij zij vier hoofdthema's identificeerde:
- vereniging voelen doordat men buitengesloten werd door groepen die op een enkele identiteit zijn gebaseerd, en daarom dergelijke gate-keeping (uitsluitingspraktijken) verre van zich werpen.
- alles is vloeibaar, kneedbaar, veranderlijk; inclusief de betekenis van wat het is om neuroqueer te zijn.
- afwijzing van elke vorm van identiteitshiërarchie en elke noodzaak tot assimilatie.
- afwijzing van elk narratief dat neurodivergentie of queerness genezen zou moeten of zelfs maar zou kunnen worden.[61]

### Autigender
Uit verschillende onderzoeken blijkt dat autisten vaker lhbtqia+ zijn dan niet-autistische mensen. Onder de populatie van mensen die zowel autistisch als trans zijn komt non-binairiteit meer voor dan gewoonlijk. Het is dus relatief courant om zowel de eigen genderidentiteit als de neurodivergentie te onderzoeken. 
Na 2014 raakte de nieuwe term autigender in zwang binnen de autistische en queer communities. Het label wordt gebruikt door autistische mensen die hun gevoel voor gender niet los zien van hun autisme. Veel autisten hebben moeite om ongeschreven sociale regels te begrijpen; aangezien gender een sociaal construct is, wordt het concept van gender door sommigen van hen ook niet begrepen, of het wordt anders beleefd dan door de neurotypische meerderheid. Autigender betekent dat de genderidentiteit van personen die zich zo identificeren sterk beïnvloed wordt door hun autisme; dat hun hele interpretatie van het fenomeen gender door hun autisme wordt beïnvloed, waardoor hun interpretatie en beleving van gender alleen te begrijpen is vanuit hun autistische perspectief.

## Representatie
Betere vertegenwoordiging in de cultuur en media is een eis van belangenbehartigers. In juni 2015 bijvoorbeeld schreef auteur Heidi Cullinan in Spectrum dat er veel te weinig fictie is met autistische mensen is en nog minder voor hen die ook deel uitmaken van de lhbtq-gemeenschap, wat haar ertoe zette om een verhaal te schrijven met een homoseksuele autistische hoofdpersoon. Zij zei ook dat autistische mensen zichzelf in winkels zouden moeten kunnen herkennen, zoals alle andere mensen. In maart 2021 beaamde de queer autistische auteur Naoise Dolan dit. Zij riep op tot meer zichtbaarheid omdat het de popcultuur en de kunst ten goede zou komen "als er meer queer autisten te zien zouden zijn," evenals personages die tot andere gemarginaliseerde groepen behoren.

### Hedendaagse cultuur en media
In de literatuur, op televisie en in andere populaire cultuur komen sporadisch autistische personages voor die deel uitmaken van de lhbtq-gemeenschap.
Een voorbeeld is de roman Carry the Ocean uit 2015 van Heidi Cullinan. Hierin ontmoet de homoseksuele hoofdpersoon Jeremey Samon een autistische jongen genaamd Emmett Washington, die met hem wil uitgaan.. Ook zijn er lesbische personages in romans te vinden, zoals in Ada Hoffman's debuutroman uit 2019, The Outside, waarin de hoofdpersoon Yasira Shien lesbisch en autistisch is. In het vervolg op dat boek, The Fallen uit 2021, komt Yasira terug. Het boek wordt geprezen om de "uitstekende neurodiverse representatie".
In Kacen Callenders jongerenroman Lark & Kasim beginnen een revolutie uit 2022 is de hoofdpersoon Lark een non-binaire, autistische jongere van kleur die schrijver wil worden. Thema's zoals neurodivergentie, non-binariteit en racisme worden aangestipt.
Sommige makers van animatieseries zijn zelf autistisch en maken deel uit van de lhbtq-gemeenschap. De maker van Dead End:Paranormal Park, Hamish Steele, een autistische homoseksuele man. zei dat hij zijn eigen ervaring in zijn personages in de gelijknamige show verwerkt, zoals in het geval van Norma Khan, die lhbtq en autistisch is. Het Huis van de Uil is de enige Disney-serie met een openlijk lhbtq+-hoofdpersoon, Luz Noceda, die het symbool van neurodivergentie, een oneindigheidssymbool, op haar laptop heeft.
Ook in liveaction-televisieseries zitten soms lhbtq-autistische personages. De hernieuwde Australische serie Heartbreak High heeft een queer-autistisch personage, Quinni, gespeeld door de zelf autistische acteur Chloé Hayden, die ook heeft meegeholpen met het schrijven van en voor het personage.
In maart 2020 bijvoorbeeld aangekondigd dat de serie Everything's Gonna Be Okay een queer storyline zou introduceren voor de autistische hoofdpersoon Matilda, die haar seksuele identiteit onderzoekt als een panseksuele vrouw, waar haar kameraad, Drea, haar partner wordt. Josh Thomas, de maker van de show, zei tegen The Advocate dat hij het "leuk vindt om queer mensen in zijn show te hebben", merkte op dat autistische mensen "een enorme emotionele kwetsbaarheid hebben", en zei dat het "opwindend is dat mensen op het spectrum trots vooroplopen als het om identiteit gaat." Tijdens het filmen van het eerste seizoen realiseerde hij zich dat hij zelf autistisch was, waarop hij een formele diagnose liet stellen. In het tweede seizoen komt zijn personage (een homoseksuele man) er ook achter dat hij autistisch is.

## Voetnoten
Portaal LHBT